# Buta (Stadt)
Buta ist die Hauptstadt der Provinz Bas-Uele im Norden der Demokratischen Republik Kongo. Sie liegt innerhalb des gleichnamigen Territoriums Buta.

## Geographie
Buta liegt auf ca. 400 m Höhe an einer Stichlinie der Eisenbahnlinie Bumba–Mungbere zwischen Aketi und Isiro und ist auch über die Straße und die Luft (Flugfeld) erreichbar. Sie hat je nach Quelle 48.000 oder 125.428 Einwohner.

## Geschichte

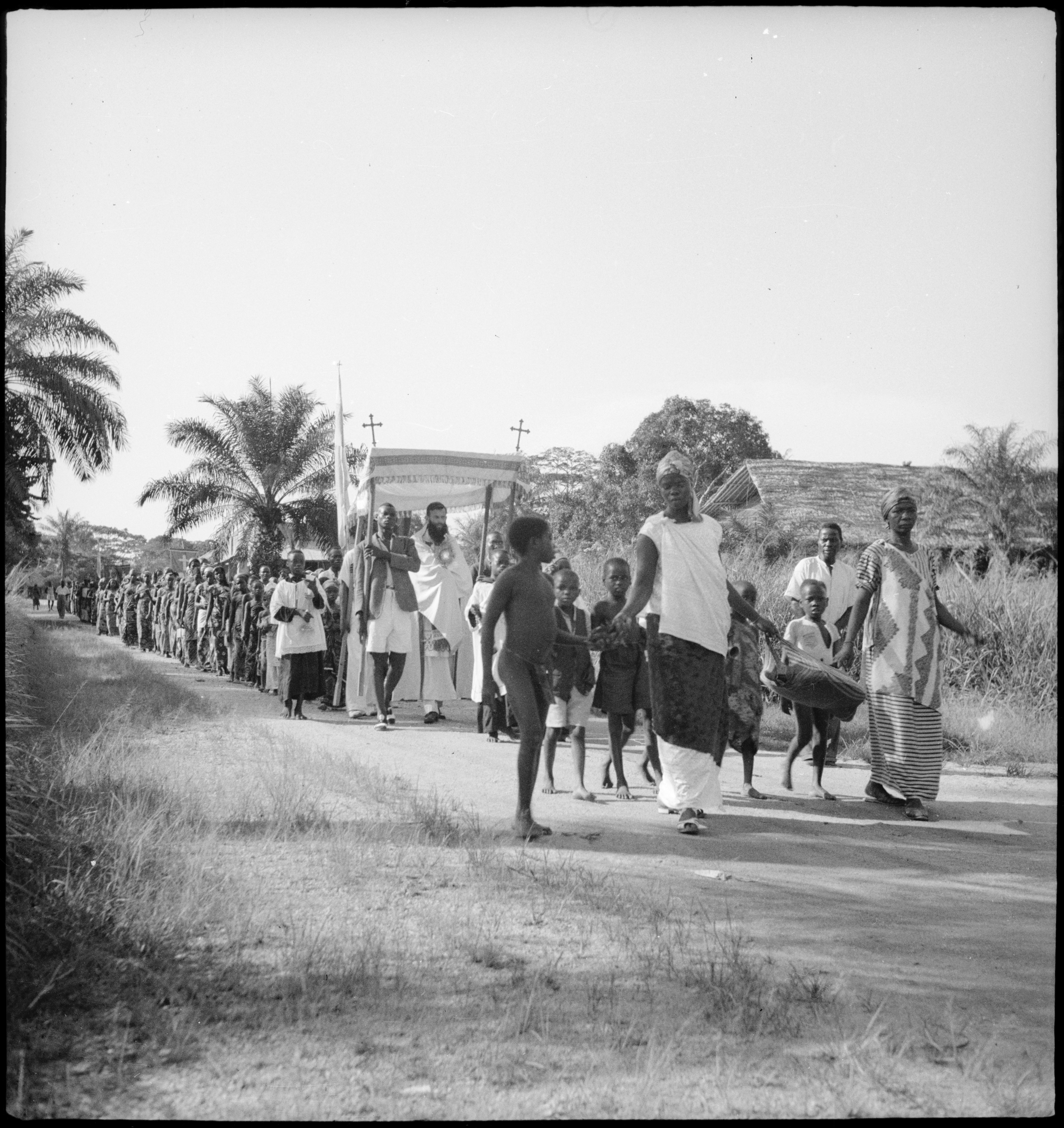
„Katholische Prozession einer Mission im Aequatorialen Urwald, zwischen Buta u. Stanleyville“. Foto Annemarie Schwarzenbach (1941/42)

Die Stadt ist seit 1959 Sitz des katholischen Bistums Buta.
2005 wurde sie von der Pest heimgesucht.